# Ščitaste stenice
Ščitaste stenice (znanstveno ime Pentatomidae, grško pente - pet + tomos - člen + pripona -idae), pogovorno tudi smrdljivci, so družina stenic, v katero se uvršča okoli 4100 danes živečih opisanih vrst žuželk; po številu vrst so največja družina v sorodstvu ščitastih stenic. Med njimi so tako rastlinojede kot plenilske stenice, ki jih druži značilnost, da so njihove tipalnice sestavljene iz petih členov, iz česar verjetno izvira njihovo znanstveno ime.

## Telesne značilnosti
S telesno velikostjo okrog enega centimetra so med večjimi stenicami, med njimi pa so tudi vrste, ki v dolžino ne presegajo nekaj milimetrov. Večinoma imajo široko in ploščato telo, ki spominja na ščit (izjemoma okroglo ali podolgovato), pogosto zelene ali rjave barve. Od drugih stenic jih najzanesljiveje ločimo po členjenosti telesnih delov - imajo tipalnice iz petih členov, štiričlensko bodalo in tričlenska stopalca (tarsus) nog. Zelo očitna značilnost je tudi, da njihov trikotni ščitek (skutelum), ki je sicer del oprsja, sega čez zadek približno do membranastih delov kril. Ime Pentatomidae pa se lahko nanaša tudi na zunanjo telesno zgradbo, saj ob pogledu od zgoraj izgleda, kot da je zgrajena iz petih delov: ščita (pronotum), ščitka, para otrdelih delov sprednjih kril in membranastih delov kril, ki se prekrivata in izgledata kot en del.
Glava je drobna, pogosto komaj vidna izpod velikega ščita. Na njej so poleg tipalnic in bodala še majhne sestavljene oči in par očesc. Oprsje nosi tri pare nog brez posebnosti in značilno oblikovana krila ter ščitek, poleg tega pa je na spodnjem delu ob strani med drugim in tretjim parom nog tudi parno izvodilo smradnih žlez, ki izločajo za stenice značilne obrambne spojine. Dejstvo, da so zaradi njih neužitne, nekatere vrste »oglašujejo« z živo obarvanostjo.
Na zadku imajo ščitaste stenice, podobno kot nekatere sorodne družine stenic, strukturo, ki jo sestavljata zlita prvi in drugi dorzalni plošči (tergita) ustreznih členov zadka, prekriva pa jo ščitek. Ta je namenjena tvorbi vibracij, s katerimi se sporazumevajo. Nanjo so pripete mišice, ki nihajo zadek gor in dol, nihanje se nato preko nog prenaša na podlago. Od zunanjih značilnosti zadka so poleg te strukture omembe vredni še izvodila abdominalnih žlez, ki izločajo feromone (samo pri samcih), in zunanji spolni organi. Ti so pri samcu oblikovani v t. i. klasper, s katerim se lahko trdno oprime samičinih.
Jajčeca so sodčaste oblike, s posebej oblikovanim »pokrovom«. Ličinke imajo pogosto širše telo v primerjavi z dolžino kot odrasle živali, zato so ob pogledu od zgoraj bolj okrogle oblike. Kot ostali polkrilci imajo nepopolno preobrazbo - ličinke so z vsako levitvijo večje in bolj podobne odraslim živalim, le brez genitalij in kril, nastavki za katere se pojavijo pri ličinkah v zadnjem stadiju pred preobrazbo. Pogosto pa so popolnoma drugače obarvane kot odrasle živali in na prvi pogled ni očitno, da pripadajo isti vrsti.

## Življenje
Samica izleže jajčeca v skupinah po 10 ali več in jih prilepi na gostiteljsko rastlino. Pravkar izlegle ličinke so zelo majhne, takoj po izleganju se zberejo v skupino in se ne prehranjujejo. Domnevajo, da združevanje v skupino izboljša učinkovitost kemijske obrambe pred plenilci, saj se obrambne spojine več osebkov kombinirajo in odženejo tudi večje plenilce. Pri nekaterih vrstah na pravkar izlegle ličinke pazi samica. Po prvi levitvi začnejo osebki zapuščati skupino in se prehranjevati. Z nadaljnjimi levitvami se večajo in postajajo bolj podobne odraslim živalim. Trajanje stadija ličinke je odvisno od prehrane in zunanjih pogojev, večinoma je to nekaj tednov.
Tudi stadij odrasle živali traja nekaj tednov. V tem času se živali v glavnem prehranjujejo in razmnožujejo, kot odrasle živali pa tudi preživijo zimo v območjih z zmernim podnebjem. V ugodnih razmerah se izmenja nekaj generacij letno. Ko pade temperatura, se spremeni kemizem telesa, stenice zaradi kemijske modifikacije barvil v hitinjači ter podkožnih celicah postanejo rjave ali rdečkaste in se zavlečejo v ustrezno skrivališče (največkrat listni odpad ali špranje v lesu), kjer otrpnejo do konca zime. V območjih s toplejšim podnebjem poteka razvoj nemoteno celo leto.

### Razmnoževanje
Odrasle živali postanejo spolno aktivne okoli enega tedna po preobrazbi. So poligamne živali, ki se parijo in odlagajo jajčeca večkrat v življenju. Spolno vedenje ščitastih stenic je dobro raziskano na modelu zelene smrdljivke (Nezara viridula) iz poddružine Pentatominae.
Abdominalne žleze samcev izločajo feromone, ki so sestavljeni iz mešanice hlapnih ogljikovodikov, predvsem terpenov in alkanov. Ti privabljajo živali obeh spolov v bližino (na isto rastlino). Pozornost raziskovalcev pa je pritegnil poseben način sporazumevanja na krajše razdalje - signale, namenjene prepoznavi in iskanju spolnega partnerja namreč proizvajajo s tresenjem telesa ali udarjanjem po podlagi, signali pa se nato prenašajo preko nje v obliki površinskih vibracij. Opisani so trije glavni načini produkcije vibracij pri ščitastih stenicah:
1. navpično tresenje zadka
2. vodoravno tresenje telesa oz. tremulacija
3. udarjanje po podlagi z glavo ali okončinami

Rastline tako predstavlja stenicam poleg življenjskega okolja tudi medij za prenos signalov, namenjenih komunikaciji. Večina vibracijskih signalov, ki jih proizvajajo te živali, je nizkih do srednjih frekvenc (okoli 100 Hz), s čimer so uglašeni z resonančnimi lastnostmi zelnatega rastlinskega tkiva. Zato se lahko prenašajo po vsej rastlini na razdalji tudi preko enega metra praktično brez izgube jakosti. Na podlagi časovnih in frekvenčnih karakteristik signala lahko sprejemnik prepozna »pevca« in določi smer na rastlini, od koder je signal prišel. Ščitaste stenice uporabljajo vibracijske signale v glavnem za prepoznavo in iskanje spolnega partnerja ter kasnejše dvorjenje. Vibracije zaznavajo s čutilnimi receptorji v nožnih sklepih in na bazi tipalnic.
Ko se spolna partnerja najdeta, sproži kombinacija vibracijskih in kemičnih dražljajev stereotipni vedenjski vzorec, ki na koncu pripelje do parjenja. Pri mnogih vrstah traja samo parjenje zelo dolgo. Samec s svojim zunanjim spolovilom trdno drži samico in stik med njima traja tudi do pol ure. S tem zagotovi, da bo samico oplodila njegova sperma in ne od tekmeca.

## Ekologija
Ščitaste stenice so kozmopolitska družina, katere predstavnike najdemo na vseh celinah razen Antarktike. Večina vrst je rastlinojedih, razen predstavnikov poddružine Asopinae, ki plenijo druge žuželke. Rastlinojede vrste so večinoma polifage, kar pomeni, da se lahko prehranjujejo z več različnimi vrstami rastlin. Gostiteljske rastline lahko menjajo znotraj iste generacije (pomeni da se ličinke prehranjujejo z eno, odrasle živali pa z drugo rastlinsko vrsto) ali med generacijami (pomeni da ena ali več generacij zaključi življenjski krog na isti rastlinski vrsti, nato pa se preselijo na novo). Pogosto napadajo gostiteljske vrste v specifičnem zaporedju, ki je odvisno od rastnih sezon teh rastlin na določenem območju.
Zaradi obrambnih spojin, ki jih izločajo, jih sesalci in ptiči ne napadajo. Večja je smrtnost zaradi žuželčjih plenilcev, med njimi tudi samih ščitastih stenic - roparske stenice iz poddružine Asopinae uspešno napadajo tudi druge ščitaste stenice. Močan negativen vpliv na populacijo imajo tudi zajedavci, predvsem muhe iz družine goseničark (Tachinidae), ki v zelo nizkih koncentracijah zaznajo feromone ščitastih stenic in jih na podlagi njih najdejo. Samice teh muh prilepijo jajčeca na stenico; ko se iz njih izležejo ličinke, se skozi zunanji skelet prebijejo v notranjost in se začno prehranjevati s tkivi živega gostitelja tako, da ta preživi čim dlje časa. Po preobrazbi se odrasle muhe pregrizejo nazaj ven, stenica pa pogine. Poleg biotskih dejavnikov so nizke temperature pozimi glavni dejavnik, ki omejuje velikost populacije v območjih z zmernim podnebjem, saj je smrtnost pozimi tudi do 80%.

### Pomen za človeka
Mnogo rastlinojedih vrst je s stališča človeka škodljivcev, saj napadajo rastline, ki jih gojimo za prehrano. S prebadanjem rastlinskega tkiva in sesanjem tekočin povzročajo poškodbe tkiv, katerih posledica je venenje, lahko pa tudi odpadanje sadežev in semen. Prebavni encimi, ki jih vbrizgajo v sadež, povzročijo na zunaj vidne pege in s tem dodatno znižajo ekonomsko vrednost pridelka. Poleg tega s poškodovanjem tkiv prispevajo tudi k vnašanju rastlinskih patogenov (virusov in bakterij) v rastline, kar še poveča potencial za povzročanje škode.
Večina vrst, ki jih obravnavamo kot škodljivce, sodi v poddružini Pentatominae in Edessinae. Po vsem svetu so ekonomsko pomembni škodljivci na nasadih kulturnih rastlin, kot so stročnice (predvsem soja), žita (predvsem riž in pšenica), citrusi, kakavovec in kavovec. Posebej so problematični v krajih s tropskim podnebjem, kjer so vse leto ugodne razmere za razmnoževanje in rast. V Braziliji, ki je na drugem mestu po pridelavi soje na svetu, so denimo med največjimi povzročitelji škode na nasadih soje.
Proti ščitastim stenicam se poljedelci borijo večinoma z insekticidi s širokim spektrom delovanja, že dolgo pa se raziskuje tudi možnost biološke kontrole z naseljevanjem roparskih stenic in zajedavskih muh. Predvsem naseljevanje ščitaste stenice vrste Podisus maculiventris se je izkazalo za uspešno metodo za omejevanje populacije rastlinojedih stenic in drugih škodljivcev.

## Sistematika in evolucija
Ščitaste stenice so verjetno ena od začetnih družin sorodstva ščitastih stenic (Pentatomomorpha), ki se je razvilo v juri, vendar je klasificiranje fosilov težavno, ker se mnogo rodov razlikuje samo po mikroskopskih značilnostih in tudi uvrstitev v določeno družino je pogosto težavna.
Poddružino Asopinae so na podlagi drugačnega načina prehranjevanja nekoč opisovali kot samostojno družino (Asopidae), vendar je obveljalo prepričanje, da so morfološko in po drugih znakih dovolj podobni ostalim ščitastim stenicam. Tako danes delimo družino na osem poddružin, od katerih je najštevilčnejša poddružina Pentatominae.

### Ščitaste stenice v Sloveniji
Med najpogostejše slovenske ščitaste stenice sodijo zelena smrdljivka, uhata rusonožka (Pentatoma rufipes) in vrste iz rodov Palomena, Chlorochroa, Eurydema (kapusne stenice) ter Carpocoris. Predvsem prvi dve sta znani po tem, da jeseni silita v človekova bivališča prezimovat. Spomladi 2017 se je iz Italije po Vipavski dolini razširila tudi marmorirana smrdljivka, ki ima velik potencial za nadaljnje širjenje.
Slovenski biologi že dolgo raziskujejo ščitaste stenice, predvsem njihovo fiziologijo, vedenje in bioakustiko. Med njimi so Matija Gogala s kustodiata za nevretenčarje Prirodoslovnega muzeja in Andrej Čokl s sodelavci na oddelku za entomologijo Nacionalnega inštituta za biologijo. Med njihovimi pomembnejšimi dosežki na tem področju sta odkritje mehanizma spremembe barve s kemično modifikacijo kožnega barvila ščitastih stenic jeseni ter pomena vibracijskih signalov za iskanje in prepoznavo spolnih partnerjev.